# 斷層泥

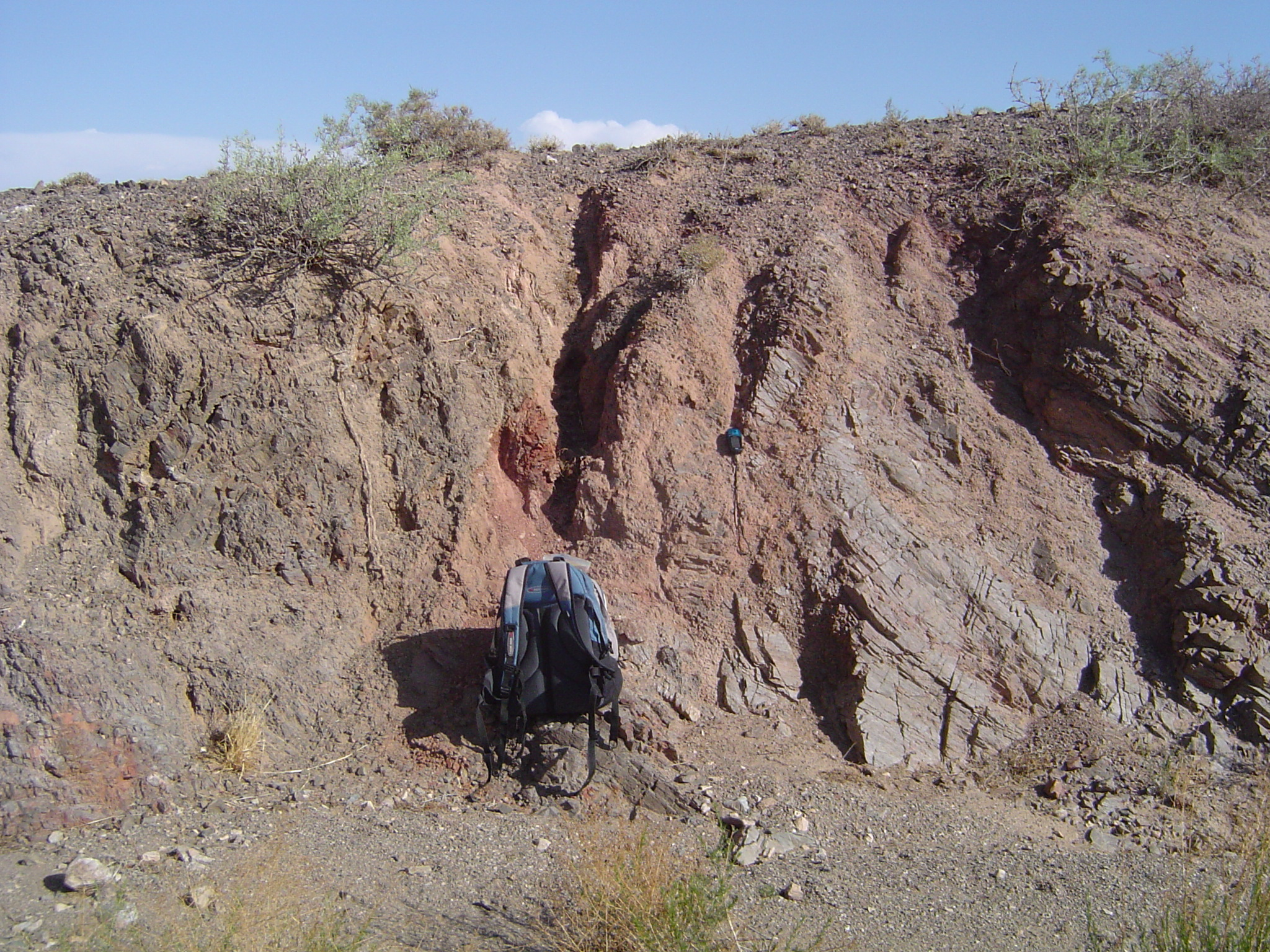
一條小斷層切分在右邊的淺灰色岩塊和在左邊的深灰色岩塊。斷層泥是在圖中淺橘色的岩石。地點：Tavan Har, 戈壁沙漠, 外蒙古

斷層泥（英語：fault gouge）是一種構造岩（由構造力變形而形成的岩石）具有非常小的顆粒度。 斷層泥沒被膠結，是鬆散型的岩石類型。但後期可能被膠結。斷層泥的形成方式與斷層角礫岩相同，但後者也具有較大的碎屑顆粒。斷層泥的可見碎屑顆粒體積比例小於 30%，而斷層角礫岩大於 30%。 按顆粒大小分類，斷層泥屬於直徑小於 1 毫米的顆粒 ，斷層泥通常由粘土礦物組成，粘土礦物分兩種，遇水膨脹型，包括綠土（TOT粘土如蒙脫石、皂石、綠脫石）；遇水不膨脹型包括伊利石（TOT粘土）、高嶺石（TO粘土）、綠泥石（TOT-水鎂石橋-TOT）。斷層泥有時還有蛭石，以及花崗岩和片麻岩碎屑礦物白雲母、黑雲母、長石和石英。TOT 和 TO 分別是指粘土礦物的兩種常見的片狀晶體結構，其中 T 代表四面體二氧化矽 (SiO2) 片層，O 代表八面體三水鋁石 (Al2O3) 片層。
斷層泥可能是岩體中的薄弱平面。如果受壓力超過其抗壓強度導致岩石破裂。

#### 起源
斷層泥是由沿斷層帶的構造運動形成的。 當斷層帶的兩側岩石相互移動時，會產生研磨作用而和導致岩石破裂鬆散。 首先會形成斷層角礫岩，但如果繼續研磨，岩石就會變成斷層泥。 斷層帶受越大的剪切力，被研磨的顆粒度越小。斷層泥中的葉理是平行於剪切方向，可以被一次或多次剪切力形成的。 根據剪切力的方向和大小，礦物可能會變質成滑石等。 摩擦力強和弱的礦物，例如石英和滑石，會影響斷層的性質。